# Márcio Ivanildo da Silva
Márcio Ivanildo da Silva, mais conhecido como Marcinho ou Pelôco (Petrolândia, 25 de março de 1981), é um ex-futebolista brasileiro que atuava como meia.

## Carreira
Quando criança, Márcio já se destacava entre seus amigos no futebol. Chamando a atenção de olheiros da região, passou a integrar as categorias de base do Campo Limpo, transferindo-se para o São Caetano em seguida.[carece de fontes?]
Após boas temporadas pelo São Caetano, foi vendido para o CRB em 2004, clube onde se destacou.[carece de fontes?]
Ainda em 2004, se transferiu para o Santos.
Passou pelo APOEL, do Chipre, onde chegou a disputar a Liga dos Campeões da Europa.
Em fevereiro de 2013, acertou com o ASA.
Em março de 2015, foi contratado pelo Murici para a sequência do Campeonato Alagoano e Copa do Brasil.

## Estatísticas

### Clubes
Atualizado até 27 de maio de 2018.
| Clube             | Temporada         | Campeonato nacional[a] | Campeonato nacional[a] | Copa nacional[b] | Copa nacional[b] | Competições continentais[c] | Competições continentais[c] | Outros torneios[d] | Outros torneios[d] | Total | Total |
| Clube             | Temporada         | Jogos                  | Gols                   | Jogos            | Gols             | Jogos                       | Gols                        | Jogos              | Gols               | Jogos | Gols  |
| ----------------- | ----------------- | ---------------------- | ---------------------- | ---------------- | ---------------- | --------------------------- | --------------------------- | ------------------ | ------------------ | ----- | ----- |
| São Caetano       | 2001              | 0                      | 0                      | —                | —                | 0                           | 0                           | 0                  | 0                  | 0     | 0     |
| São Caetano       | 2002              | 0                      | 0                      | —                | —                | 0                           | 0                           | 0                  | 0                  | 0     | 0     |
| São Caetano       | 2003              | 0                      | 0                      | 0                | 0                | 2                           | 0                           | 0                  | 0                  | 2     | 0     |
| São Caetano       | Total             | 0                      | 0                      | 0                | 0                | 2                           | 0                           | 0                  | 0                  | 2     | 0     |
| CRB               | 2004              | 0                      | 0                      | 0                | 0                | —                           | —                           | 0                  | 0                  | 0     | 0     |
| CRB               | 2005              | 0                      | 0                      | —                | —                | —                           | —                           | 0                  | 0                  | 0     | 0     |
| CRB               | Total             | 0                      | 0                      | 0                | 0                | 0                           | 0                           | 0                  | 0                  | 0     | 0     |
| → Santos          | 2004              | 28                     | 0                      | —                | —                | 8                           | 1                           | 0                  | 0                  | 36    | 1     |
| → Santos          | Total             | 28                     | 0                      | 0                | 0                | 8                           | 1                           | 0                  | 0                  | 36    | 1     |
| Marítimo          | 2004-05           | 16                     | 0                      | 1                | 0                | —                           | —                           | —                  | —                  | 17    | 0     |
| Marítimo          | 2005-06           | 28                     | 3                      | 4                | 0                | —                           | —                           | —                  | —                  | 32    | 3     |
| Marítimo          | 2006-07           | 27                     | 4                      | 1                | 0                | —                           | —                           | —                  | —                  | 28    | 4     |
| Marítimo          | 2007-08           | 27                     | 2                      | 3                | 0                | —                           | —                           | —                  | —                  | 30    | 2     |
| Marítimo          | 2008-09           | 29                     | 6                      | 2                | 0                | 2                           | 1                           | —                  | —                  | 33    | 7     |
| Marítimo          | 2009-10           | 13                     | 1                      | 3                | 0                | —                           | —                           | —                  | —                  | 16    | 1     |
| Marítimo          | Total             | 140                    | 16                     | 14               | 0                | 2                           | 1                           | 0                  | 0                  | 156   | 17    |
| APOEL             | 2010-11           | 25                     | 7                      | —                | —                | 5                           | 0                           | —                  | —                  | 30    | 7     |
| APOEL             | 2011-12           | 25                     | 2                      | —                | —                | 11                          | 0                           | —                  | —                  | 36    | 2     |
| APOEL             | Total             | 50                     | 9                      | —                | —                | 16                          | 0                           | 0                  | 0                  | 66    | 9     |
| Levski Sofia      | 2012-13           | 12                     | 3                      | 0                | 0                | 2                           | 0                           | —                  | —                  | 14    | 3     |
| Levski Sofia      | Total             | 12                     | 3                      | 0                | 0                | 2                           | 0                           | 0                  | 0                  | 14    | 3     |
| → ASA             | 2013              | 0                      | 0                      | 3                | 0                | —                           | —                           | 0                  | 0                  | 3     | 0     |
| → ASA             | Total             | 0                      | 0                      | 3                | 0                | 0                           | 0                           | 0                  | 0                  | 3     | 0     |
| Anorthosis        | 2013-14           | 0                      | 0                      | 0                | 0                | 0                           | 0                           | 0                  | 0                  | 0     | 0     |
| Anorthosis        | Total             | 0                      | 0                      | 0                | 0                | 0                           | 0                           | 0                  | 0                  | 0     | 0     |
| Santa Rita        | 2014              | —                      | —                      | 0                | 0                | —                           | —                           | 0                  | 0                  | 0     | 0     |
| Santa Rita        | Total             | 0                      | 0                      | 0                | 0                | 0                           | 0                           | 0                  | 0                  | 0     | 0     |
| Atlético Sorocaba | 2014              | —                      | —                      | —                | —                | —                           | —                           | 9                  | 1                  | 9     | 1     |
| Atlético Sorocaba | Total             | 0                      | 0                      | 0                | 0                | 0                           | 0                           | 9                  | 1                  | 9     | 1     |
| Murici            | 2015              | 0                      | 0                      | 0                | 0                | —                           | —                           | 0                  | 0                  | 0     | 0     |
| Murici            | 2016              | 0                      | 0                      | —                | —                | —                           | —                           | 8                  | 3                  | 8     | 3     |
| Murici            | Total             | 0                      | 0                      | 0                | 0                | 0                           | 0                           | 8                  | 3                  | 8     | 3     |
| Botafogo-PB       | 2016              | 17                     | 1                      | 7                | 1                | —                           | —                           | 9                  | 3                  | 33    | 5     |
| Botafogo-PB       | 2017              | 7                      | 0                      | 1                | 0                | —                           | —                           | 24                 | 3                  | 32    | 3     |
| Botafogo-PB       | Total             | 24                     | 1                      | 8                | 1                | 0                           | 0                           | 33                 | 6                  | 65    | 8     |
| Campinense        | 2018              | 4                      | 1                      | 0                | 0                | —                           | —                           | 14                 | 4                  | 18    | 5     |
| Campinense        | Total             | 4                      | 1                      | 0                | 0                | 0                           | 0                           | 14                 | 4                  | 18    | 5     |
| Total na carreira | Total na carreira | 258                    | 30                     | 25               | 1                | 30                          | 2                           | 64                 | 14                 | 377   | 47    |

- a. ^ Jogos do Campeonato Brasileiro, Primeira Liga, Campeonato Cipriota e A PFG
- b. ^ Jogos da Copa do Brasil, Taça de Portugal, Taça da Liga, Copa do Chipre e Copa da Bulgária
- c. ^ Jogos da Copa Libertadores, Copa Sul-Americana, Liga Europa e Liga dos Campeões
- d. ^ Jogos do Campeonato Paraibano, Campeonato Paulista, Campeonato Alagoano e da Copa do Nordeste

## Títulos
Santos
- Campeonato Brasileiro: 2004

APOEL
- Campeonato Cipriota: 2010–11
- Supercopa LTV: 2011

Botafogo-PB
- Campeonato Paraibano: 2017